# Heinz von Perckhammer
Heinrich „Heinz“ von Perckhammer (geboren 3. März 1895 in Meran, Österreich-Ungarn; gestorben 3. Februar 1965 in Meran, Italien) war ein aus Tirol stammender Fotograf. Nach Arbeiten in China eröffnete er in Berlin ein Fotoatelier und veröffentlichte mehrere Bildbände. Sein umfangreiches Werk ist bislang nicht erschlossen.

## Leben

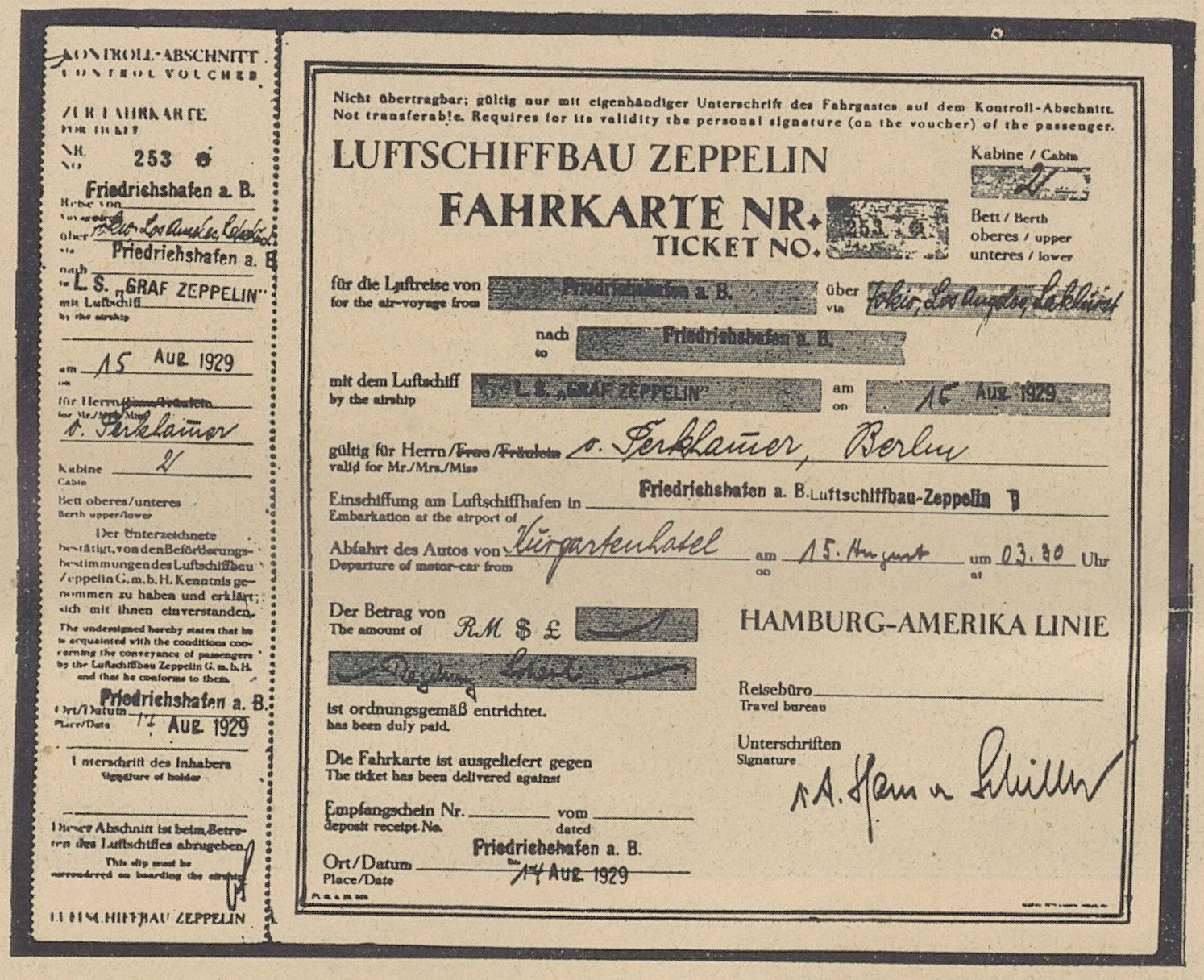
Heinz von Perckhammers Fahrkarte für seine Weltumrundung mit LZ 127 Graf Zeppelin

Perckhammer wurde in Meran geboren. Sein Vater Hildebrand von Perckhammer besaß bereits seit 1878 ein Fotoatelier. Als er 1911 früh starb, löste seine Frau Johanna Fiala das Atelier auf. Heinz von Perckhammer hatte zunächst keine fotografischen Ambitionen. Er beabsichtigte, die Münchner Kunstakademie zu besuchen.
1913 wurde Heinz von Perckhammer Steuermatrose auf dem kleinen Kreuzer Kaiserin Elisabeth der 7. Kompanie des k.u.k. Matrosenkorps und nahm am Ersten Weltkrieg teil. Die Schiffsbesatzung kämpfte gegen die Japanische Armee, versenkte jedoch, nachdem die Munition aufgebraucht war, am 2. November 1914 das eigene Schiff in der Hafenbucht von Tsingtau. Nach der Belagerung von Tsingtau geriet die Besatzung gemeinsam mit der dortigen deutschen Garnison in japanische Kriegsgefangenschaft. Heinz von Perckhammer gehörte jedoch zu dem Teil der Besatzung, der Ende August 1914 nicht mehr rechtzeitig von Tientsin nach Tsingtau zurückkehren konnten. Er blieb mit etwa 100 Kameraden in Tientsin; dort begann er vermutlich zu fotografieren. Nach dem Kriegseintritt Chinas kam er im August 1917 in das Lager Hsi Yuan, im April 1918 in das Lager Wanschousze; 1919 wurde er entlassen, blieb aber in Ostasien.
Etwa 1927/28 kehrte er mit rund 15.000 Fotos zurück nach Europa und ließ sich in Berlin nieder. Unter dem Namen Photo-Art-Studio eröffnete er am Kurfürstendamm ein Atelier. Seine Themen waren das Gesellschaftsleben Berlins und der Motorsport. Daneben fertigte er Aktbilder an. 1929 dokumentierte er für die Zeitung Die Woche die Weltumrundung des Luftschiffes LZ 127 Graf Zeppelin.
In der Zeit des Nationalsozialismus fertigte Peckhammer Propagandaaufnahmen an und diente im Zweiten Weltkrieg als Kriegsberichterstatter. Im Jahr 1942 wurde sein Berliner Atelier durch Kriegsumstände zerstört. Er zog in das seit 1918 zu Italien gehörende Meran und eröffnete dort ein neues Atelier. Kurz vor seinem 70. Geburtstag starb er an einem Herzinfarkt.

## Veröffentlichungen
- Edle Nacktheit in China. Berlin: Eigenbrödler-Verlag 1928.
- Von China und Chinesen. Schaubücher, Band 28. Orell Füssli, Zürich/Leipzig 1930.

## Ausstellungen
- Ingrid Hora & Heinz von Perckhammer – Kodak Shop, Ausstellung der Galerie fotoforum in Bozen, 4.–29. Januar 2022